# Olevano sul Tusciano
Olevano sul Tusciano ist eine Gemeinde mit 6568 Einwohnern (Stand 31. Dezember 2023) in der Provinz Salerno in der Region Kampanien. Die Etymologie des Ortsnamens ist ungeklärt: vorgeschlagen werden Ableitungen von olibanus (reich an Ölbäumen) oder von dem Personennamen Olivius.

## Geographie
Der Ort liegt nördlich von Battipaglia im engen Flusstal des Tusciano an den südlichen Ausläufern der Monti Picentini. Der Sitz der Gemeindeverwaltung ist Ariano, weitere Ortsteile sind Monticelli und Salitto. Die Gemeinde ist Mitglied folgender Verbände und Organisationen: Comunità Montana Monti Picentini; Regione Agraria n. 7 - Medio Sele, Parco dei Monti Picentini, Associazione delle Città della Mela Annurca, Associazione Nazionale Città dell’Olio, Associazione Nazionale delle Città della Nocciola.
Die Nachbargemeinden sind Acerno, Battipaglia, Campagna, Eboli, Montecorvino Rovella.

## Geschichte
In römischer Zeit führten die Via Appia und die Via Popilia über Olevano. Das Kastell von Olevano gehörte seit der normannischen Zeit zum Kirchengut des Erzbistums Salerno.

## Sehenswürdigkeiten

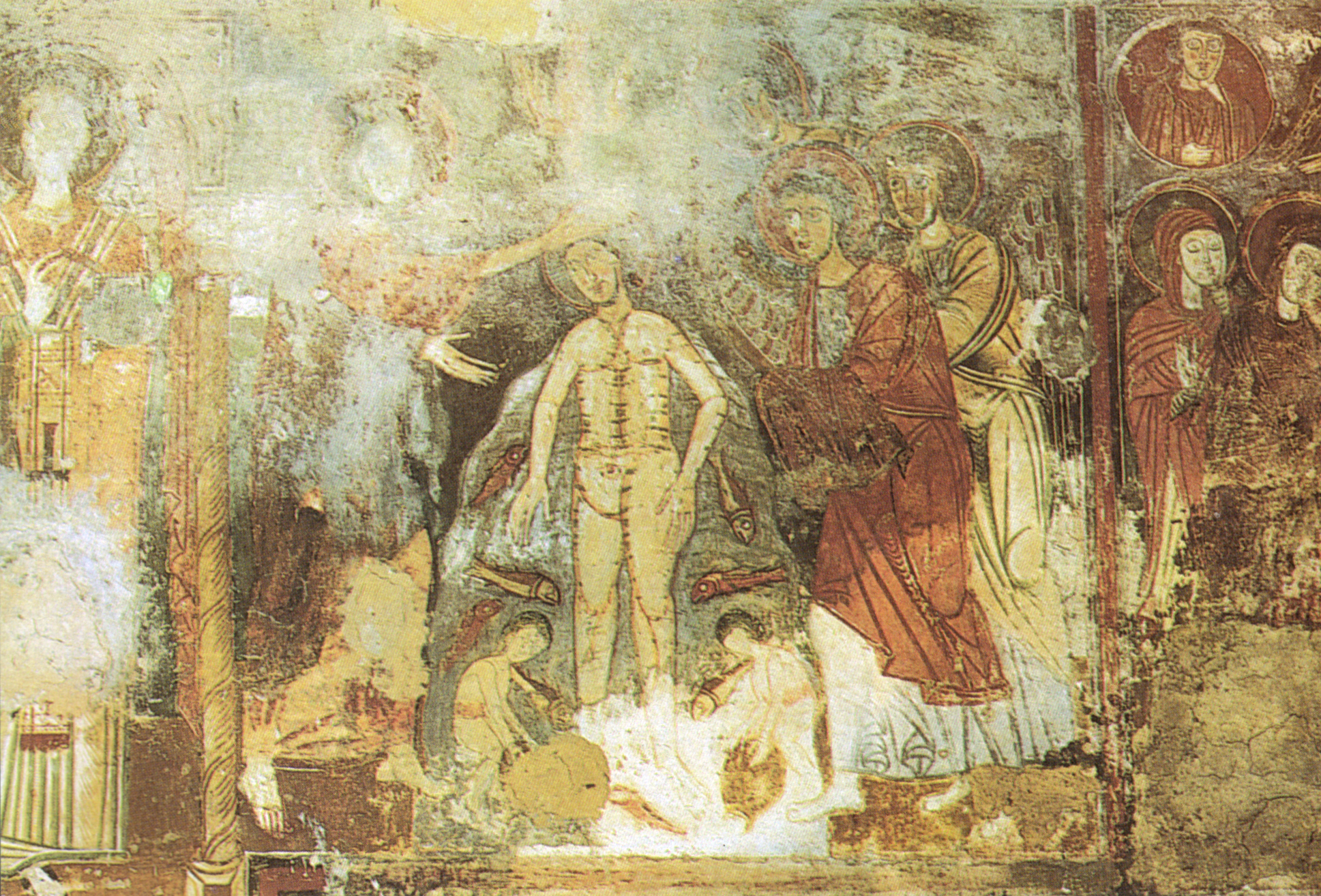
Fresko mit der Taufe Christi, 9. Jahrhundert

- Grotta di S. Michele: Tropfsteinhöhle mit einer einschiffigen Kapelle mit drei Apsiden, in der Wandmalereien im byzantinisch beeinflussten Stil erhalten sind. Die Fresken gehören in das 10. und 11. Jahrhundert.

## Wirtschaft
In der Landwirtschaft werden Wein, Oliven und Nüsse produziert, daneben spielt Geflügelzucht eine Rolle. Arbeitsplätze bietet das Wasserkraftwerk des italienischen Energiekonzerns Enel, an dem die Atel Holding einen Anteil von 20 % hält. Auspendler arbeiten im Industriegebiet von Battipaglia.